# 바닷가에서
바닷가에서(By The Sea)는 미국에서 제작된 찰리 채플린 감독의 1915년 영화이다. 찰리 채플린 등이 주연으로 출연하였고 제시 T. 로빈스 등이 제작에 참여하였다.

## 출연

### 주연
- 찰리 채플린
- 빌리 암스트롱

### 조연
- 마지 라이거
- 에드나 펄비안스
- 버드 제이미슨
- 퍼디 맥과이어
- 칼 스톡데일
- 스누브 폴라드